# Батагайка
Батагайский кратер, или Батагайка, — термокарстовая впадина в районе хребта Черского в Верхоянском районе Якутии (Россия). Является самым большим кратером вечной мерзлоты в мире.

## История
Кратер появился в 1960-е годы. В 1969 году отрядом геологов была обнаружена эрозия почвы в данной местности. Началось таяние подземного льда. На поверхности показалась вечная мерзлота.
По одной из версий, на месте кратера была тайга. Затем лес был вырублен. Без деревьев земля начала проседать.

## Описание
Впадина представляет собой постоянно растущий провал в вечной мерзлоте длиной 1 км и глубиной до 100 м. Расположен в восточно-сибирской тайге в 10 км к юго-востоку от посёлка Батагай, в 5 км к северо-востоку от посёлка Эсэ-Хайя и примерно в 660 км к северо-северо-востоку от столицы республики Саха Якутска. Кратер назван по соседней реке Батагай, правого притока реки Яны. Земля начала проседать из-за таяния вечной мерзлоты в 1960-х годах после вырубки окружающего леса. Наводнение также способствовало расширению кратера. Палеонтологи обнаружили в кратере окаменелости ледникового периода, погребённые в грязи по краю кратера. Края впадины крайне неустойчивые, что приводит к регулярным оползням из-за таяния вечной мерзлоты. Кратер в настоящее время увеличивается в размерах. Возраст подлежащей вечной мерзлоты оценивается в 650 тыс. лет.
Ниже кратера овраги ведут к реке Батагай. По мере того, как всё больше материала на дне провала тает и становится более рыхлым, всё бо́льшая поверхность открывается для воздействия воздуха, что, в свою очередь, увеличивает скорость таяния вечной мерзлоты. Предполагается, что кратер может постепенно занять весь склон холма, на котором он расположен, прежде чем его рост замедлится.
Согласно исследованию 2016 года за десятилетний период размер кратера увеличивался в среднем на 10-15 м в год.
По данным на июнь 2024 года, кратер растёт на 1 млн м3 в год. При этом, 2/3 от этого объёма растёт из-за таяния льда. Причиной роста кратера является таяние вечной мерзлоты, которое происходит из-за потепления. Таяние высвобождает от 4 до 5 тыс. тонн органического углерода. Однако, таяние почти достигло основания кратера, и будет расти по краям и вверх по склону.

## Палеонтологические находки
С 2011 года здесь ведут исследования сотрудники Научно-исследовательского института прикладной экологии севера СВФУ. Быстрое расширение кратера обнажает множество окаменелых материалов, включая древние леса, пыльцу и туши животных, таких как овцебык, мамонт и лошадь (5,5 тыс. л. н.), а также других животных. В 2009 году здесь были найдены хорошо сохранившийся остов жеребёнка возрастом 4 400 лет и останки детёныша бизона.
Это также позволяет получить представление о климатических данных за 200 тыс. лет.